# Arga unga män
Arga unga män (engelska: Angry young men) kallades en grupp brittiska författare verksamma efter andra världskriget. Till gruppen räknades bland andra John Osborne, Kingsley Amis, Alan Sillitoe, John Wain, John Braine, Keith Waterhouse, Stan Barstow och i viss mån Iris Murdoch trots att hon var kvinna (och inte vare sig särskilt arg eller ung). I USA har den sin närmaste motsvarighet i beatgenerationen. Beteckningen "angry young man" var ursprungligen en nedsättande kommentar om John Osborne, fälld av Royal Court Theatres pressekreterare i samband med uppförandet av Osbornes pjäs Se dig om i vrede.
Gruppen innefattade en undergrupp av unga existentialister ledda av Colin Wilson, där också Stuart Holroyd och Bill Hopkins ingick.